# یغیشه مارتیکیان
یغیشه آوتیسی مارتیکیان (ارمنی: Եղիշե Ավետիսի Մարտիկյան؛ زاده ۴ مهٔ ۱۹۰۴ - درگذشته ۲۵ سپتامبر ۱۹۸۸) نقاش و تاریخ‌نگار هنر اهل ارمنستان بود. وی بین سال‌های - تا - میلادی فعالیت می‌کرد.

## زندگی‌نامه
وی در ۴ مهٔ ۱۹۰۴ در روستای وانیک در به دنیا آمد و از آکادمی امپریال هنر سن پترزبورگ فارغ‌التحصیل گشت. وی در کالج دولتی هنرهای زیبای پانوس ترلمزیان (۱۹۳۶–۱۹۳۷) و انستیتو دولتی هنری و نمایشی ایروان از ۱۹۵۴ فعالیت می‌کرد. وی همچنین برنده جوایزی همچون چهره هنری شایسته ارمنستان شوروی (۱۹۶۱) شد. وی در ۲۵ سپتامبر ۱۹۸۸ در سن ۸۴ سالگی در ایروان درگذشت و در آرامستان نوباراشن به خاک سپرده شد.